# Siamraptor

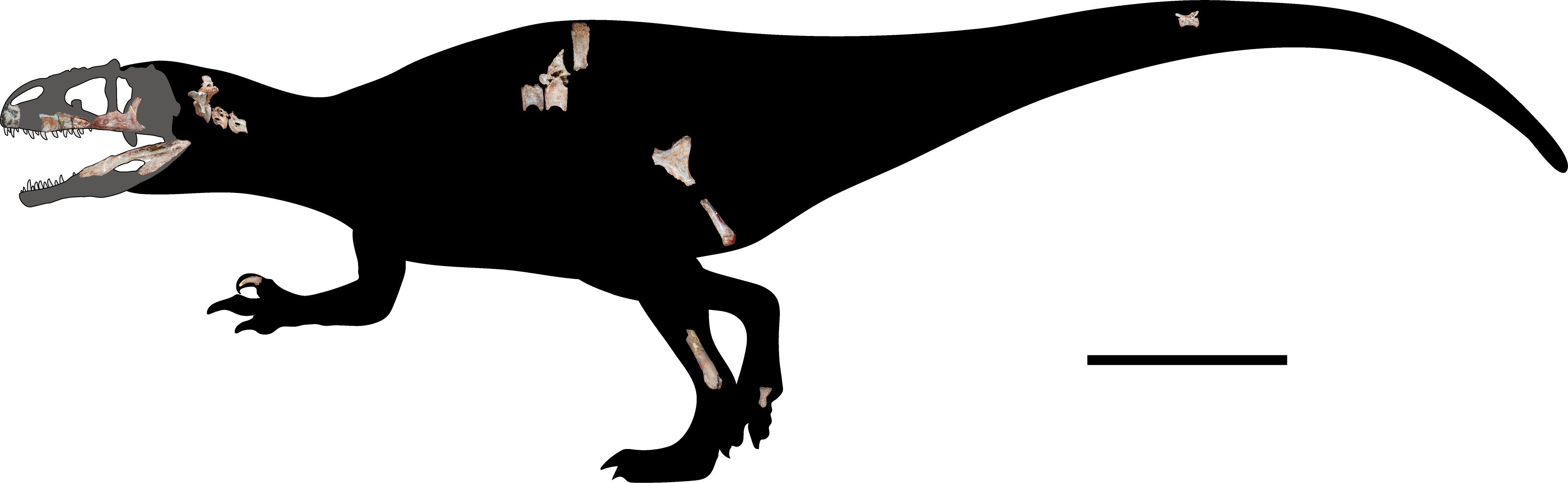
Fossielen van Siamraptor suwati, opgeschaald tot de grootte van het holotype

Siamraptor suwati is een vleesetende theropode dinosauriër, behorend tot de Tetanurae, die tijdens het vroege Krijt leefde in het gebied van het huidige Thailand.

## Vondst en naamgeving
Tussen 2007 en 2009 voerde het Japan-Thailand Dinosaur Project opgravingen uit bij het dorp Saphan Hin, in het onderdistrict Suranaree, in het district Mueang Nakhon Ratchasima, in de provincie Nakhon Ratchasima, gericht op het bergen van beenderen van de euornithopode Sirindhorna. Daarbij werden tevens losse botten gevonden van een nog onbekende theropode.
In 2019 werd de typesoort Siamraptor suwati benoemd en beschreven door Duangsuda Chokchaloemwon, Soki Hattori, Elena Cuesta, Pratueng Jintasakul, Masateru Shibata en Yoichi Azuma. De geslachtsnaam verbindt een verwijzing naar Siam, de oude naam van Thailand, met het Latijn raptor, "rover". Een correctere combinatie had "Siamoraptor" geluid. De soortaanduiding eert Suwat Liptapanlop, een ondersteuner van het Northeastern Research Institute of Petrified Wood and Mineral Resources. Omdat de naam gepubliceerd werd in een elektronisch tijdschrift zijn er Life Science Identifiers nodig voor de geldigheid. Deze zijn 70FBCCF0-1547-420F-AC6E-FA0BE799CAE5 voor het geslacht en 46E1572B-54CE-4276-A6C0-8FF783D75954 voor de soort. 
Het holotype, NRRU-F01020008, is gevonden in een laag van de Khok Kruat-formatie die dateert uit het Aptien en ongeveer 113 miljoen jaar oud is. Het bestaat uit de bovenste achterste helft van een rechteronderkaak, omvattende het surangulare, het prearticulare en het articulare.
Verschillende fossielen zijn aan de soort toegewezen. Deze betreffen de specimina NRRU-F01020001–F01020003: drie rechterpraemaxillae; NRRU-F01020004: een rechterbovenkaaksbeen; NRRU-F01020005: een linkerbovenkaaksbeen; NRRU-F01020006: een linkerjukbeen; NRRU-F01020007, F01020009 en NRRU-F01020010: drie achterkanten van een linkeronderkaak; NRRU-F01020011–F01020013: drie voorste halswervels; NRRU-F01020014–F01020016: drie achterste ruggenwervels; NRRU-F01020017: een middelste staartwervel; NRRU-F01020018: een handklauw; NRRU-F01020019 en F01020020: twee rechterzitbeenderen; NRRU-F01020021: de onderkant van een rechterscheenbeen en NRRU-F01020022: het eerste kootje van de vierde linkerteen. De toegewezen fossielen vertegenwoordigen minstens drie individuen van verschillende grootte. Ze werden aan de soort toegewezen, ook als ze niet met het holotype overlapten, omdat ze afkomstig waren van een beperkte vindplaats van 125 bij 160 meter.

## Beschrijving

### Grootte en onderscheidende kenmerken
De grootste individuen van Siamraptor konden vermoedelijk een lengte bereiken van zeven à acht meter.
De beschrijvers wisten enkele onderscheidende kenmerken vast te stellen. Het zijn autapomorfieën, unieke afgeleide eigenschappen, ten opzichte van de Allosauroidea. Het jukbeen heeft een rechte onderrand en een verticaal hoge voorste tak onder de oogkas. Het surangulare heeft een diepe ovale uitholling aan de buitenste achterzijde van de horizontale beenrichel en vier achterste foramina surangularia. Langs de beennaad tussen het surangulare en het prearticulare loopt een lange nauwe groeve. Het articulare heeft een foramen in de inkeping op de beennaad met het prearticulare. De voorste halswervels hebben een extra pneumatisch foramen dat de parapofyse uitholt. De halswervels en de achterste ruggenwervels hebben aan weerszijden van de basis van het doornuitsteeksel gepaarde kleine foramina.

### Skelet

#### Schedel
De praemaxilla draagt vier tanden. De premaxillaire tanden hebben een ovale dwarsdoorsnede. Beide snijranden bevinden zich op de binnenzijde, een basaal kenmerk dat ze soms een D-vormig dwarsprofiel geeft. Ze zijn beide gekarteld met twee tot drie vertandingen per strekkende millimeter. De groeven tussen de vertandingen lopen niet uit in rimpels in het email. De onderste snuitpunt loopt vrijwel verticaal in plaats van naar achteren te hellen, een basaal kenmerk. De snuit is echter zeer spits in onderaanzicht. Het bovenkaaksbeen is relatief hoog. Bij het bovenkaaksbeen wordt de tandrij aan de binnenzijde ondersteund door een doorlopende beenwal, zonder groeven voor de vervangingstanden. De in de wal vergroeide interdentaalplaten zijn niet bijzonder hoog, meestal niet veel meer dan dat ze breed zijn terwijl ze bij meer afgeleide soorten wel tweemaal zo hoog kunnen zijn. Ze nemen naar voren wat in hoogte toe en hun beennaden zijn nog zwak zichtbaar. De wal moet onderscheiden worden van de verdikte interne beenwand die door een groeve van de interdentaalplaten gescheiden is en naar boven gezwollen is, uitlopend in een scherpe richel. De buitenste zijwand van het bovenkaaksbeen is glad, zonder speciale ornamentering. De tandkassen van het bovenkaaksbeen hebben een rechthoekig profiel, overdwars afgeplat, wat bij de naaste verwanten vaak ontbreekt. De bovenste rij foramina voor de lippen zijn nogal klein en openen meer zijwaarts dan naar beneden. De rij is relatief laag geplaatst. 
Het jukbeen is gepneumatiseerd. Op de achterrand van de uitholling van de fenestra antorbitalis, een vrij dunne beenplaat, doorboort een foramen de jukbeenwand. Daarachter ligt een holte, ook zichtbaar door een zwelling op de binnenwand. Vlak achter het contact met het bovenkaaksbeen bevinden zich onderaan twee kleine openingen. Hierbij gaat het vermoedelijk om aderkanalen. De onderrand van het jukbeen is recht in plaats van bol of golvend. Het jukbeen heeft aan de onderrand evenwijdig twee richels lopen: een naar voren naar het bovenkaaksbeen, de ander naar het quadratojugale. De achterste richel zou een aanhechting kunnen zijn voor de Musculus pterygoideus ventralis. Het hoofdlichaam is hoog onder de oogkas die bij verwanten typisch meer naar beneden steekt tot het niveau van de onderrand van het onderste slaapvenster. De oogkas heeft onderaan een smalle punt. De opgaande tak helt wat naar achteren in plaats van verticaal te staan. De neergaande tak van het postorbitale loopt over de binnenwand van de opgaande tak van het jukbeen en steekt daar in een inkeping. Eigenaardig is dat die inkeping verder naar beneden doorloopt tot onder het niveau van de oogkas, wat verder alleen bekend is van het "Edmarka rex"-specimen van Torvosaurus. Achteraan eindigt het jukbeen in een vork voor het contact met het quadratojugale van welke vork de onderste tak de hoogste is als bij Allosaurus.
Het aantal tanden in het bovenkaaksbeen is onbekend. De maxillaire tanden zijn zyfodont of dolkvormig. Ze zijn iets naar achteren gekromd. Ze zijn tamelijk breed in zijaanzicht en overdwars sterk afgeplat. De tandkassen vormen langwerpige rechthoeken. Beide snijranden hebben drie vertandingen per strekkende millimeter. De randen van de tanden hebben nabij de vertandingen een sterk gerimpeld email met talrijke kleine rimpeltjes. Dit kan een lokale autapomorfie zijn. De randen zijn ook iets gegolfd.

#### Onderkaken
Het gewricht van de onderkaak heeft een naar binnen uitstekende rand. Het surangulare wordt achteraan doorboord door vier openingen. Alle andere bekende Theropoda hebben er maximaal twee. De openingen wijzen op een sterke pneumatisering. Ze zijn glad en gescheiden door schotten. Achter de normale beenrichel bevindt zich een ovale uitholling. Bij het retroarticulair uitsteeksel is het aanhechtingsvlak voor de spier die de muil opent schuin naar boven en achteren gericht in plaats van recht naar achteren zoals bij alle andere bekende Allosauria behalve Acrocanthosaurus.

#### Postcrania
Alle wervellichamen van de hals en de rug hebben, voor zover bekend, een plat voorste facet. Bij alle andere bekende Tetanurae is dit facet bol. Bij de halswervels is er echter toch van een geringe bolling sprake, terwijl het achterste facet hol is. Dit achterste facet ligt ook een stuk lager dan het voorste, wat de nek in een S-vorm dwingt. Dit is een basaal kenmerk: carcharodontosauriden hebben veel rechtere nekken. De epipofysen, uitsteekseltjes op de achterste gewrichtsuitsteeksels, zijn laag en stomp, net als bij Allosaurus maar verschillend van andere Allosauroidea. De richel tussen het achterste gewrichtsuitsteeksel en het zijuitsteeksel is goed ontwikkeld en staat vrijwel verticaal. De uitholling ernaast heeft een tredevormig profiel van de buitenste onderrand. Het zijuitsteeksel is verbreed met een driehoekig profiel in zijaanzicht.
De halswervels zijn vrij kort. Ze hebben in iedere zijde twee foramina: een aan de voorste onderzijde, de andere aan de achterste bovenzijde. Deze foramina liggen achter de parapofyse, zijn horizontaal gerekt en worden gescheiden door een dunne richel. De richel heeft niet de vorm van een scherpe beenplaat maar van een tussenschot of septum. Deze pneumatische openingen zijn groot en eindigen intern in enorme luchtkamers of camerae die het wervellichaam geheel uithollen, gescheiden door septa. Kleinere ovale luchtkamers dringen de wervelboog van onderen binnen. Daarbij wordt de wervelboog per zijde van voren doorboord door een foramen in de fossa prezygocentrodiapophysealis. Verder zijn de uithollingen onder het zijuitsteeksel zeer diep en met de luchtkamers in de wervelboog verbonden. In de basis van het doornuitsteeksel bevindt zich eveneens een grote holte. Al deze holten moeten gevormd zijn door diverticula van de luchtzak(ken) van de nekbasis. De beschrijvers kondigden aan daar nog een aparte studie aan te wijden na het uitvoeren van CAT-scan. De halswervels hebben een horizontale richel lopen over de buitenzijde van de wervelboog, van het voorste gewrichtsuitsteeksel tot aan de epipofyse. Hun epipofysen zijn relatief kort, een basaal kenmerk. Ze hebben ook een hyposfeen-hypantrum-complex, net als sommige Carcharodontosauridae. Hun onderzijden zijn vooraan plat.
De ruggenwervels hebben een verbrede uitholling langs de richel tussen het voorste gewrichtsuitsteeksel en de onderkant van het zijuitsteeksel. De centra van de achterste ruggenwervels zijn sterk ingesnoerd en iets gekield. Ze hebben geen pneumatische foramina; ze zijn wel hol maar met grote luchtkamers die niet verder onderverdeeld zijn, een basaal kenmerk. Hun doornuitsteeksels staan vrijwel verticaal, wellicht een uniek kenmerk binnen de Allosauroidea waar ze typisch iets naar voren hellen. De hyposfeen, het achterste secundaire gewrichtsuitsteeksel, eindigt onderaan in twee evenwijdige beenschorten in plaats van breed driehoekig uit te lopen. Op de middelste staartwervel is het doornuitsteeksel kort, staafvormig en naar achteren hellend. De staartwervel heeft vrij lange voorste gewrichtsuitsteeksels maar tamelijk korte achterste gewrichtsuitsteeksels.
De handklauw is 2,26 maal langer dan bovenaan breed wat een matige verlenging vertegenwoordigt, niet zo sterk als bij de Megaraptora.
Het zitbeen mist een antitrochanter en heeft onderaan een inkeping in de voorrand van de schacht, beide typisch tetanure kenmerken. Een bovenste inkeping is verticaal hoog. Het zitbeen heeft geen penverbinding met het darmbeen, een basaal kenmerk. Het hoofdlichaam steekt niet ver naar voren uit, wat de ruimte voor het heupgewricht beperkt. Het voetstuk voor het darmbeen loopt ook niet naar achteren uit in een beenplaat, zulk een kam is ook maar in beperkte mate aanwezig op het bovenstuk van de schacht. Het uiteinde van de rechte schacht is afgerond zonder een voet te vormen, eveneens basaal. Beide zitbeenderen zijn aan hun uiteinden niet met elkaar vergroeid.
Op het onderste voorvlak van het scheenbeen is de richel die bovenaan het facet voor het sprongbeen begrenst schuin, van boven naar buiten lopend, en laag, net als bij Neovenator. De richel is ook iets afgerond. Het scheenbeen is onderaan sterk naar binnen verdikt. Het buitenste deel steekt echter veel meer naar onder; beide zijn een afgeleid kenmerk. In de binnenzijde van de achterste onderrand bevindt zich een inkeping, vermoedelijk voor het contact met het sprongbeen.

## Fylogenie
Siamraptor werd in 2019 binnen de Allosauroidea in de Carcharodontosauria geplaatst, in een zeer basale positie. Dit zou Siamraptor tot de eerste carcharodontosauriër maken die uit Zuidoost-Azië benoemd is. Zijn bestaan zou volgens Ezcurra en Agnolin een aanwijzing zijn dat de landmassa's van Laurasia tot in het het Barremien verbonden waren, hoewel de zeer basale positie een vroege isolatie niet strikt uitsluit.